# 布朗斯瓦利 (印地安納州)
布朗斯瓦利（英語：Browns Valley）是位於美國印地安納州蒙哥馬利縣的一個非建制地區。該地的面積和人口皆未知。